# Kim Kyung-soon
Dans ce nom coréen, le nom de famille,  Kim , précède le nom personnel.
Kim Kyung-soon, née le 10 décembre 1965, est une handballeuse internationale sud-coréenne.
Avec l'équipe de Corée du Sud, elle participe aux Jeux olympiques de 1984 et 1988 où elle remporte respectivement des médailles d'argent et d'or.

## Palmarès
- Jeux olympiques d'été
  -  Médaille d'or aux Jeux olympiques de 1984 à Los Angeles,  États-Unis
  -  Médaille d'or aux Jeux olympiques de 1988 à Séoul,  Corée du Sud